# Ezequiel Zamora
Ezequiel Zamora Correa (Cúa, Capitanía General de Venezuela, Imperio Español, 1 de febrero de 1817-San Carlos, Venezuela, 10 de enero de 1860) fue un político, militar y caudillo venezolano que ejerció como uno de los principales líderes del ejército liberal durante la Guerra Federal. Dedicándose inicialmente a una pulpería, Zamora participó en la insurrección campesina de Venezuela de 1846 contra el gobierno conservador. Durante la Revolución de Marzo es forzado al exilio.
En Curazao se reúne con exiliados federalistas y tras el inicio de la Guerra Federal en 1859 desembarca en La Vela de Coro. Zamora derrota al gobierno conservador en la batalla de Santa Inés, enfrentamiento crucial durante la guerra. Muere en 1860, cuando recibe un disparo en la cabeza durante las acciones preliminares para la captura de la plaza de San Carlos.

## Biografía

### Familiares
Ezequiel Zamora era descendiente de inmigrantes españoles de las islas Canarias. Fue hijo de José Alejandro Zamora Pereira, quien luchó y murió en la Guerra de Independencia de Venezuela, y de Paula Correa, ambos «blancos de orilla» y propietarios modestos. Sus hermanos fueron Antonio, Carlota, Genoveva, Raquel y Gabriel. El bisabuelo de Zamora fue Francisco León Zamora, un canario dedicado a la venta de ganado en los llanos. Su abuelo, Juan Zamora de León, también canario, se radicó en Villa de Cura en 1761 con Margarita Pereira, de cuya unión nace el padre de Zamora, Alejandro Zamora Pereira.
Ezequiel Zamora, se casó el 4 de julio de 1856, en la parroquia San Bartolomé de Macuto, La Guaira, Venezuela, con Estefanía Falcón Zabarce (Vda de Benito Díaz), hija de José Falcón y Josefa Zabalta, fueron testigos del matrimonio el general Juan Crisóstomo Falcón y Luisa Oriach de Monagas, esposa del Presidente de la República José Tadeo Monagas. (Según partida de matrimonio, (registrada en el Libro Año 1856, Folio 23)

### Trayectoria política
La madre de Zamora se muda con sus hijos de Cúa a Villa de Cura, donde Ezequiel se dedica al comercio e inicia una pulpería, además se vuelve miembro activo del partido Liberal. Decide participar en las elecciones de 1846 junto a Antonio Leocadio Guzmán, pero imposibilitado de ser elector. Se alza con los campesinos en armas en los valles de Aragua, el 7 de septiembre, en la insurrección campesina de Venezuela de 1846, la cual se extendió en todo el país. Se le atribuye a Zamora la arenga: ¡Tierra y hombres libres! en la revuelta en Guambra. 
El alzamiento le ganó el nombre a Zamora de «General del Pueblo Soberano». Zamora es capturado el 26 de marzo de 1847 y presentado del juez de primera instancia en Villa de Cura. El 27 de julio la corte lo sentencia a muerte, 
pero escapa de la cárcel antes de que pudiera cumplirse el castigo.
Posteriormente, en 1848, Zamora es liberado por la amnistía del presidente electo José Tadeo Monagas, quien rompió con el paecismo y lo incorporó a sus filas con el rango de primer comandante de las milicias para enfrentar el levantamiento de José Antonio Páez y Carlos Soublette en los llanos centrales, en respuesta al Asalto al Congreso de Venezuela de 1848. En 1849, los caudillos regionales apoyan a Monagas y derrotan a Páez en la batalla de los Araguatos, poniendo fin a la guerra civil. En 1851 el presidente José Gregorio Monagas nombró a Zamora comandante de armas de la provincia de Coro.[cita requerida]
Para 1853 Ezequiel Zamora era propietario de esclavos en Ciudad Bolívar. El 24 de noviembre, ocho meses después del decreto de abolición de la esclavitud del 24 de marzo, pidió a la Junta de Abolición en Ciudad Bolívar que se le pagaran los valores que le correspondían como propietario de los esclavos.
En 1858, Julián Castro Contreras, quien tenía el cargo de comandante en jefe del ejército, se alza contra el gobierno de los Monagas y lo derroca en la Revolución de Marzo. Zamora y muchos líderes del partido liberal, junto con los Monagas, son expulsados del país. Julián Castro cede el poder al partido conservador liderado por José Antonio Páez, que regresa al país.

### Guerra Federal

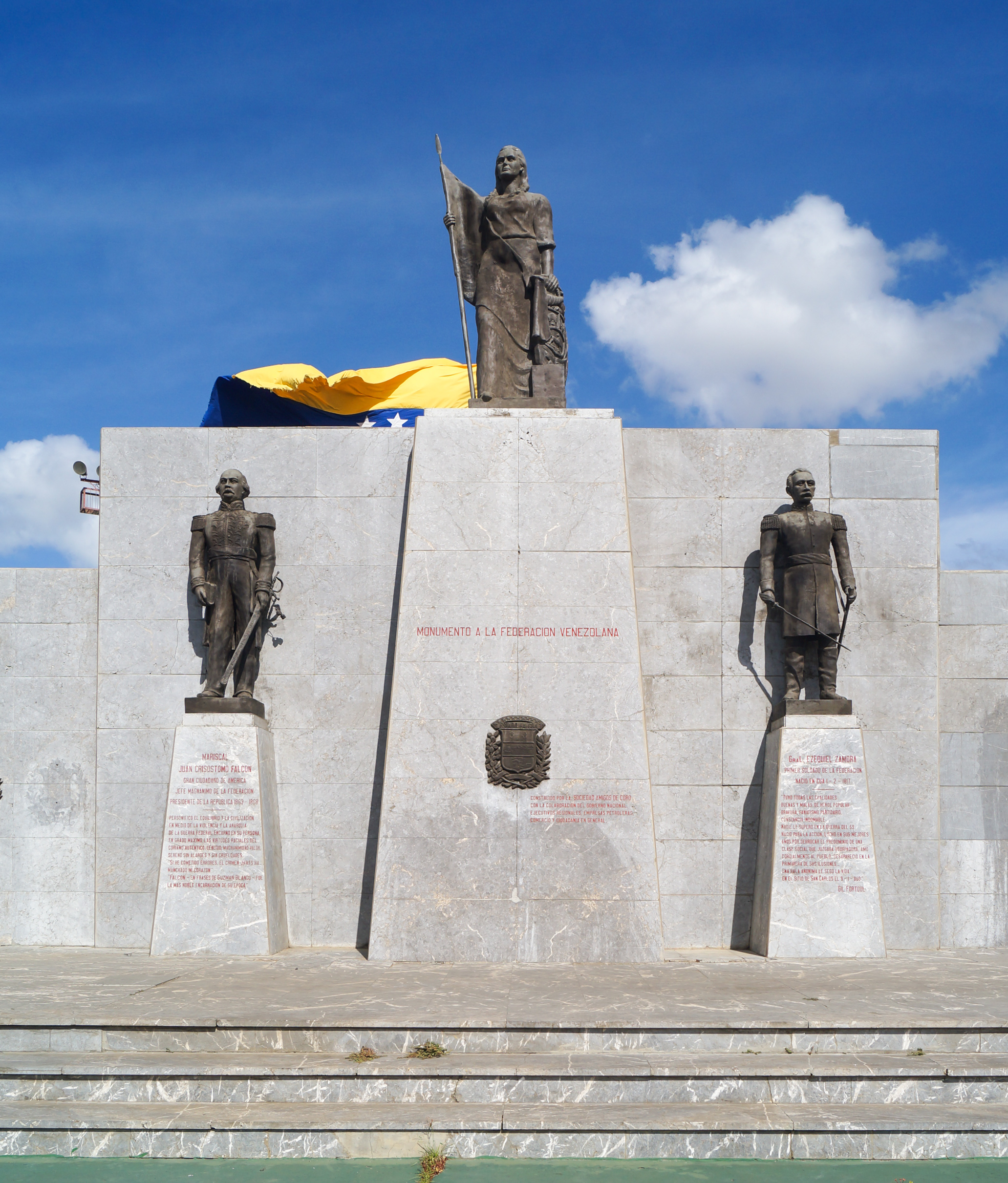
Monumento a la Federación Venezolana. En la derecha Ezequiel Zamora y en la izquierda Juan Crisóstomo Falcón.

En las Antillas y en Nueva Granada muchos exiliados y otros desterrados se reorganizan bajo la dirigencia de Juan Crisóstomo Falcón. Zamora desembarca en Coro en febrero de 1859 como jefe de operaciones de occidente y el 20 de febrero de 1859, con el Grito de la Federación, comienza la Guerra Federal, alzándose en armas las provincias de Coro, Barinas y Apure. Zamora organiza un gobierno provisional de Venezuela, el 26 de febrero de 1859 y dirige al ejército federal. El 23 de marzo de 1859 triunfa en la Batalla de El Palito, a partir de la cual planifica sus movimientos hacia los llanos occidentales, toma San Felipe el 28 de marzo, y se reorganiza la provincia como entidad federal con el nombre de estado Yaracuy.
El 14 de junio de 1859 toma la plaza de Barinas, donde recibe el título de Valiente Ciudadano. Mientras las fuerzas del gobierno conservador retrocedían a San Carlos, Zamora invadió Guanare y Barquisimeto, aunque rápidamente se refugió en Portuguesa tras hacerse de un considerable botín. El 10 de diciembre de 1859 empieza la batalla de Santa Inés, en la cual derrota al ejército conservador; victoria en el proceso de la Guerra Federal. Después de Santa Inés, Zamora se dirige hacia el centro del país con 3.000 soldados de infantería y 300 jinetes a través de Barinas y Portuguesa, pero antes de aproximarse a Caracas decide atacar San Carlos, cuya plaza principal estaba defendida por el comandante Benito Figueredo con 700 hombres.

### La muerte de Ezequiel Zamora
Durante las acciones preliminares para la toma de la plaza el 10 de enero de 1860, Ezequiel Zamora recibe un disparo en la cabeza, causándole la muerte a los 42 años de edad. Según las crónicas, Zamora se disponía a supervisar la construcción de una trinchera. Según un testigo presencial, cuando se detuvo a inspeccionar los trabajos, quedó:
«dando el frente precisamente al enemigo que se encontraba en las torres de la Concepción, como de dos o tres cuadras de distancia por elevación».
En ese momento:
«improvisamente, fue herido, cayendo su cuerpo en este lugar, de donde lo recogieron sus edecanes, y pasándolo por el agujero abierto lo llevaron a la casa de la familia Acuña…»
De acuerdo con el testigo, Zamora era un blanco obvio al ser conocido, estar al descubierto y ser el único con uniforme. En su testimonio afirma que el balazo penetró por la parte inferior del ojo derecho con orificio de salida en la base del cráneo. Fue sepultado en la madrugada del día siguiente en el solar o patio trasero de la casa. Algunos creen que debido a rivalidades dentro del mismo partido liberal, los responsables del asesinato fueron Juan Crisóstomo Falcón o Antonio Guzmán Blanco, quienes veían a Zamora como un rival para la toma del poder en Caracas.
Para evitar la desmovilización en el avance sobre los godos se ocultó la muerte, pero la información se difundió. Tras la muerte de Zamora, Juan Crisóstomo Falcón comenzó el avance hacia la ciudad de Valencia con la intención de tomarla. Sin embargo las tropas rebeldes estaban muy debilitadas tras el asedio de San Carlos a la vez que los conservadores comenzaban a recibir refuerzos, por lo que Falcón tuvo que evitar en varias ocasiones el combate con las tropas gubernamentales y desviarse a Apure. Finalmente, en febrero de 1860 se produjo un enfrentamiento conocido como batalla de Coplé, resultando en una victoria conservadora. La Guerra Federal culminó con el Tratado de Coche entre los conservadores y los federales en 1863.

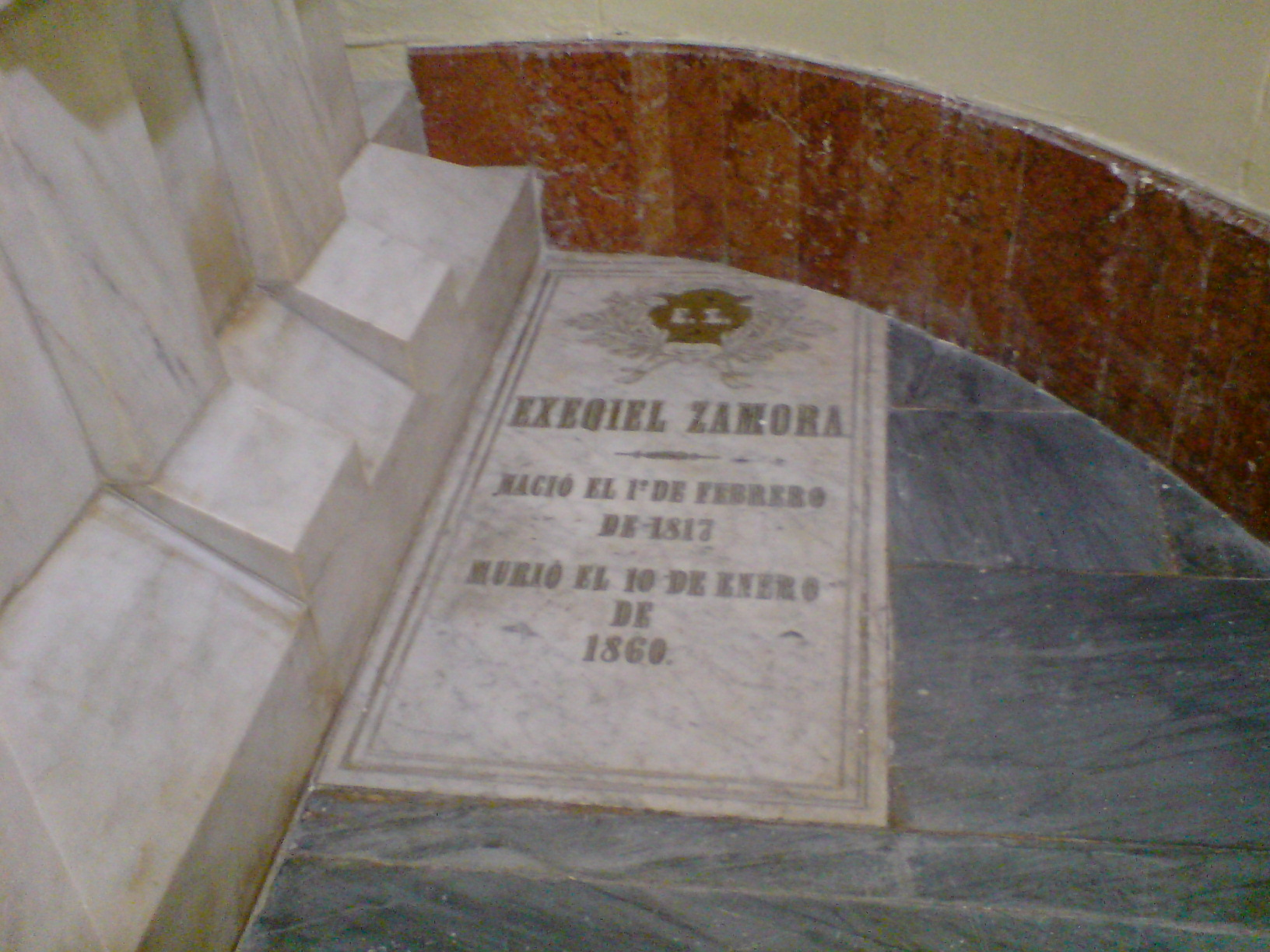
Lápida de Ezequiel Zamora en el Panteón Nacional.

Antonio Guzmán Blanco dejó asentado en su memoria durante su retiro en París que se realizara el traslado de los restos de Ezequiel Zamora al Panteón Nacional de Venezuela. Existen 2 versiones más de su entierro: el historiador Manuel Landaeta Rosales indica que el cuerpo de Zamora fue enterrado en Los Teques después de que el presidente Villegas exhumó sus restos en San Carlos para darles sepultura trasladándolos en una comitiva a Caracas. Se pierde el rastro en La Victoria, por lo cual hace presumir que los restos no son los que están en el Panteón y están en la Catedral de San Felipe de Neri de Los Teques. Otra versión apunta a que durante la Revolución azul, donde José Tadeo Monagas retorna al poder y su sustituto José Ruperto Monagas toma la ciudad de San Carlos, dos de sus generales, Desiderio Escobar y Ramón García, compañeros de Zamora en la toma de la ciudad años antes, deciden ubicar y exhumar los restos con la intención de llevarlos a Caracas y rendirle honores póstumos.

## Vida sentimental
Ezequiel Zamora tuvo un noviazgo con Viviana González y tuvieron un hijo, Nicolás Zamora González. Tiempo después se casa el 4 de julio de 1856 con Estefanía Falcón Zavarce, hermana del militar y político Crisóstomo Falcón. Se residenciaron en Coro, Falcón, junto con sus hijos adoptivos.

## Legado
- En Caracas, se renombró la plaza de El Calvario como Ezequiel Zamora.[9]

- En 2009, se estrenó la película Zamora, tierra y hombres libres dirigida por Román Chalbaud, producido por la Villa del Cine y protagonizada por Alexander Solórzano, como Ezequiel Zamora.[10]